# Michel Crouzet
 (novembre 2023).
La mise en forme du texte ne suit pas les recommandations de Wikipédia : il faut le « wikifier ».
Les points d'amélioration suivants sont les cas les plus fréquents. Le détail des points à revoir est peut-être précisé sur la page de discussion.
- Les titres sont pré-formatés par le logiciel. Ils ne sont ni en capitales, ni en gras.
- Le texte ne doit pas être écrit en capitales (les noms de famille non plus), ni en gras, ni en italique, ni en « petit »…
- Le gras n'est utilisé que pour surligner le titre de l'article dans l'introduction, une seule fois.
- L'italique est rarement utilisé : mots en langue étrangère, titres d'œuvres, noms de bateaux, etc.
- Les citations ne sont pas en italique mais en corps de texte normal. Elles sont entourées par des guillemets français : « et ».
- Les listes à puces sont à éviter, des paragraphes rédigés étant largement préférés. Les tableaux sont à réserver à la présentation de données structurées (résultats, etc.).
- Les appels de note de bas de page (petits chiffres en exposant, introduits par l'outil «  Source ») sont à placer entre la fin de phrase et le point final[comme ça].
- Les liens internes (vers d'autres articles de Wikipédia) sont à choisir avec parcimonie. Créez des liens vers des articles approfondissant le sujet. Les termes génériques sans rapport avec le sujet sont à éviter, ainsi que les répétitions de liens vers un même terme.
- Les liens externes sont à placer uniquement dans une section « Liens externes », à la fin de l'article. Ces liens sont à choisir avec parcimonie suivant les règles définies. Si un lien sert de source à l'article, son insertion dans le texte est à faire par les notes de bas de page.
- La présentation des références doit suivre les conventions bibliographiques. Il est recommandé d'utiliser les modèles {{Ouvrage}}, {{Chapitre}}, {{Article}}, {{Lien web}} et/ou {{Bibliographie}}. Le mode d'édition visuel peut mettre en forme automatiquement les références.
- Insérer une infobox (cadre d'informations à droite) n'est pas obligatoire pour parachever la mise en page.

Pour une aide détaillée, merci de consulter Aide:Wikification.
Si vous pensez que ces points ont été résolus, vous pouvez retirer ce bandeau et améliorer la mise en forme d'un autre article.
Pour les articles homonymes, voir Crouzet.
Michel Crouzet, né le 7 janvier 1928 à Nantes et mort le 29 septembre 2023 à Paris,, est un universitaire français spécialiste de la littérature romantique, et en particulier de Stendhal.

## Biographie
Michel Léon Louis Marie Joseph Crouzet est le fils de l’historien (inspecteur général de l’enseignement secondaire, secrétaire de la Revue historique) Maurice Crouzet. Élève du lycée Louis-le Grand à Paris, il entre à l’École normale supérieure (lettres, 1948). Agrégé de lettres (1951), après avoir enseigné dans le second degré, il devient assistant de littérature française à la Sorbonne. 
Membre du Parti communiste en 1947, responsable de la cellule communiste de l’ENS, il dirige la cellule communiste de la Sorbonne. Il participe en novembre 1957 à la création du Comité Maurice Audin et le représente à plusieurs reprises dans les contacts entre groupes de gauche pour organiser une riposte contre la guerre d’Algérie et l’installation de la Ve République. Secrétaire de la cellule communiste, il participe à la rédaction de la lettre du 10 octobre 1958 critiquant la direction du PCF. Seul sanctionné avec un autre assistant (François Durand Dastes), il est exclu du Parti communiste.
Maître-assistant à la Faculté des lettres de Clermont-Ferrand, il mène une activité de recherche et d’enseignant centrée sur le romantisme (Stendhal, Flaubert, Gautier, Barbey d’Aurevilly, etc.). 
Il soutint sa thèse de doctorat d’État devant l’Université de Paris IV en 1979 sous le titre « Littérature et politique chez Stendhal, l’écrivain révolté ou le point de départ ». 
Professeur des universités de Lille, d’Amiens puis de l'Université de Paris-Sorbonne (Paris IV).
Il est professeur émérite à l'Université de Paris-Sorbonne. Une liste de thèse préparées sous sa direction est disponible sur le site theses.fr.
Un volume d’hommage, comprenant un entretien avec Michel Crouzet titré « Littérature et civilisation », est paru en 2006 aux Presses universitaires de Paris-Sorbonne dans La pensée du paradoxe. Approches du romantisme, Hommage à Michel Crouzet, Fabienne Bercegol et Didier Philippot (dir.).

## Autres activités
Directeur des revues :
- Mesure (1989-1990),
- Dix Neuf/Vingt. Revue de littérature moderne (1996-2000),
- HB. Revue internationale d’études stendhaliennes (1997-2008)[7].

## Distinctions
- 1981 : Prix Bordin de l’Académie française pour Stendhal et le langage.
- 2008 : Prix de la critique de l’Académie française pour Stendhal et l’Amérique et l’ensemble de ses travaux sur Stendhal.

## Publications
Sélection de quelques ouvrages :
- 2000 : Stendhal. La Chartreuse de Parme. Actes du colloque international de Paris IV-Sorbonne, 23-24 novembre 1997[8].
- 2003 : Stendhal. La Politique, l'Eros, l'Esthétique[9].
- 2006 : Rire et tragique dans La Chartreuse de Parme[10].
- 2006 : Racine et Shakespeare (1818-1825) et autres textes de théorie romantique (édition scientifique)[11].
- 2008 : Mérimée - Stendhal. Roman. Nouvelle[12].
- 2012 : Parcours dix-neuviémiste. Courier - Latouche - Musset - Gautier - Nerval - Flaubert - Hugo - les Goncourt - Barbey d'Aurevilly - Maupassant - Bourget[13].
- 2012 : Le Rouge et le Noir. Essai sur le romanesque stendhalien. Nouvelle édition revue, corrigée et augmentée de deux essais[14].
- 2013 : Quatre essais sur Le Rouge et le Noir[15].
- 2013 : Flaubert hors de Babel[16].
- 2014 : La Vie de Henry Brulard, ou l'Enfance de la révolte. Nouvelle édition, revue, corrigée et augmentée, suivie de trois essais[17].
- 2015 : Stendhal. Héroïsme, nation, religion[18].
- 2017 (1re éd. 1987) : Le Héros fourbe chez Stendhal ou Hypocrisie, politique, séduction, amour dans le bellisme[19].
- 2017 : L'Éducation sentimentale et la confusion des genres. Ironie - histoire - roman[20].
- 2019 : Stendhal. Romanesque et romantisme[21].
- 2019 : Psychanalyse & culture littéraire[22].